# تاریخ فناوری
تاریخ فناوری، استفاده از ابزار توسط انسان‌های اولیه بخشی از روند کشف و تکامل است. انسان‌های اولیه از یک گونه از هومینیدهای خوراکی تکامل یافتند که پیش‌تر دو قطبی بوده‌اند با جرم مغزی تقریباً یک‌سوم انسان‌های مدرن؛ استفاده از ابزار برای بسیاری از تاریخ اولیه انسان نسبتاً تغییر نکرده‌است. تقریباً ۵۰٬۰۰۰ سال پیش، استفاده از ابزارها و مجموعه‌ای از رفتارهای پیچیده، به نظر بسیاری از باستان‌شناسان مرتبط با ظهور زبان کاملاً مدرن بود.
ابزار آلات سنگی محورهای دستی از دورهٔ Acheulian، نقطهٔ کلوویس، ساخته شده از طریق فشار پوسته شدن
هومینید‌ها میلیون‌ها سال پیش از استفاده از ابزار سنگ اولیه استفاده کردند. نخستین ابزار سنگی اندکی بیشتر از یک سنگ شکسته بود، اما تقریباً ۷۵٬۰۰۰ سال پیش، تنفس فشار دادن راهی برای انجام کارهای بسیار ظریف بود.
کنترل آتش توسط انسان‌های اولیه
کشف و بهره‌برداری از آتش، یک منبع انرژی ساده با بسیاری از کاربردهای عمیق، نقطهٔ عطفی در پیشرفت فناورانهٔ بشر بود. تاریخ دقیق کشف آن معلوم نیست. شواهدی از استخوان‌های سوختگی حیوانات در گهوارهٔ بشر، نشان می‌دهد که اهلی شدن آتش‌سوزی پیش از ۱ م، اجماع علمی نشان می‌دهد که هومو ارکتوس، آتش بین ۵۰۰ تا ۴۰۰ کیلو را کنترل کرده‌است. آتش‌سوزی با چوب و زغال چوب باعث شد که انسان‌های اولیه غذای خود را برای افزایش قابلیت هضم آن، افزایش ارزش مواد مغذی و افزایش تعداد غذاهایی که می‌توانند خورده شوند، آماده کردند.
لباس و سرپناه انسان‌های اولیه
سایر پیشرفت‌های فناورانه که در دوران پالئولیت ساخته شد، لباس و پناهگاه بودند؛ پذیرش هر دو فناوری دقیقاً مشخص نیست، اما آن‌ها یک کلید پیشرفت بشریت بودند. همان‌طور که دوران پالئولیتی پیشرفت می‌کرد، مسکن پیچیده‌تر و پیچیده‌تر شد. در اوایل سال ۳۸۰ ق، انسان‌ها خانه‌های موقت را ساختند. لباس، که از خز و پنهان حیوانات شکار شده اقتباس شده بود، به بشریت کمک کرد تا مناطق سردتر را گسترش دهد؛ انسان‌ها از ۲۰۰ پ.م به قاره‌های دیگر مانند اوراسیا مهاجرت کردند.

## نگارخانه

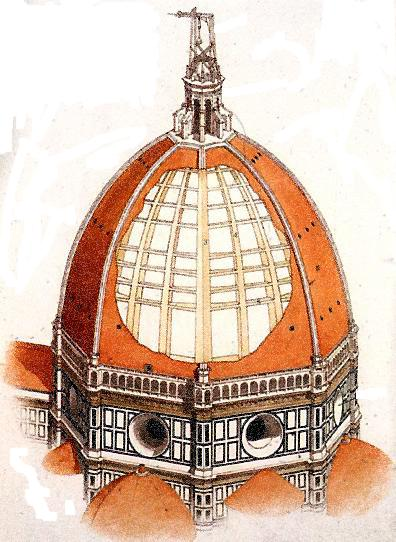
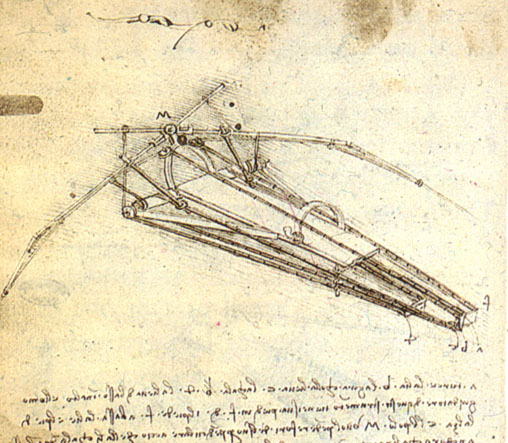